# Nguyễn Văn Lý (thiếu tướng)
Nguyễn Văn Lý là Thiếu tướng Công an nhân dân Việt Nam đã nghỉ hưu. Ông nguyên là Phó Tổng cục trưởng Tổng cục Cảnh sát Thi hành án hình sự và Hỗ trợ Tư pháp (Tổng cục VIII) Bộ Công an Việt Nam.

## Tiểu sử
Tháng 3 năm 2011, Nguyễn Văn Lý là đại tá công an, Cục phó Cục An ninh chính trị, Bộ Công an.
Từ tháng 4 năm 2016 đến năm 2018, Nguyễn Văn Lý là Thiếu tướng Công an nhân dân Việt Nam, Phó Tổng cục trưởng Tổng cục Cảnh sát Thi hành án hình sự và Hỗ trợ Tư pháp (Tổng cục VIII) Bộ Công an Việt Nam.
Ngày 6 tháng 1 năm 2019, Nguyễn Văn Lý được trao quyết định nghỉ công tác chờ hưởng chế độ hưu trí.